# Мехмед VI
Мехмед VI Вахидеддин е 36-ият и последен султан на Османската империя от 4 юли 1918 до 1 ноември 1922 година. Роден през 1861 г. в Истанбул. Детрониран е през ноември 1922 г. от Мустафа Кемал Ататюрк, починал в Сан Ремо през 1926 г.

## Управление
На 10 август 1920 година представители на Мехмед VI подписват с държавите победителки в Първата световна война Севърския договор, който намалява сериозно територията на Османската империя.
На 1 ноември 1922 година Великото народно събрание на Турция, наричано Меджлис, приема закон за разделяне на султаната и халифата, като султанатът е премахнат. Така завършва историята на Османската империя, след 623 години съществуване.
На 16 ноември 1922 година Мехмед VI, формално още като халиф, се обръща към британските военни власти с молба да го изведат от Константинопол. На 17 ноември той напуска Константинопол на борда на британския линеен кораб „Малая“, който го оставя в Малта. На 19 ноември Меджлисът лишава Мехмед VI от титлата халиф.
През 1923 г. вече бившият султан отива на поклонничество в Мека, през последните си години живее в Италия. Умира през май 1926 година в Санремо, погребан е в Сирия, в столицата Дамаск.